# Eishockey-Weltmeisterschaft der Herren 2016
Die 80. Eishockey-Weltmeisterschaften der Herren der Internationalen Eishockey-Föderation IIHF waren die Eishockey-Weltmeisterschaften des Jahres 2016. Insgesamt nahmen zwischen dem 31. März und dem 22. Mai 2016 46 Nationalmannschaften an den sechs Turnieren der Top-Division sowie der Divisionen I bis III teil. Die Vereinigten Arabischen Emirate nahmen im Gegensatz zum Vorjahr nicht teil.
Das Turnier der Top-Division mit 16 Nationalmannschaften fand vom 6. bis 22. Mai 2016 in der russischen Hauptstadt Moskau und in Sankt Petersburg statt. Die weiteren Turniere fanden überwiegend im April in Katowice, Zagreb, Jaca, Mexiko-Stadt und Istanbul statt.

## Teilnehmer, Austragungsorte und -zeiträume
- Top-Division: 6. bis 22. Mai 2016 in Moskau und Sankt Petersburg, Russland
Teilnehmer:  Belarus,  Dänemark,  Deutschland,  Finnland,  Frankreich,  Kanada (Titelverteidiger),  Kasachstan (Aufsteiger),  Lettland,  Norwegen,  Russland,  Schweden,  Schweiz,  Slowakei,  Tschechien,  Ungarn (Aufsteiger),  USA

- Division I
  - Gruppe A: 23. bis 29. April 2016 in Katowice, Polen
Teilnehmer:  Italien,  Südkorea (Aufsteiger),  Japan,  Österreich (Absteiger),  Polen,  Slowenien (Absteiger)

- - Gruppe B: 17. bis 23. April 2016 in Zagreb, Kroatien
Teilnehmer:  Estland,  Großbritannien,  Kroatien,  Litauen,  Rumänien (Aufsteiger),  Ukraine (Absteiger)

- Division II
  - Gruppe A: 9. bis 15. April 2016 in Jaca, Spanien
Teilnehmer:  Belgien,  Volksrepublik China (Aufsteiger),  Island,  Niederlande (Absteiger),  Serbien,  Spanien

- - Gruppe B: 9. bis 15. April 2016 in Mexiko-Stadt, Mexiko
Teilnehmer:  Australien (Absteiger),  Bulgarien,  Nordkorea (Aufsteiger),  Israel,  Mexiko,  Neuseeland,

- Division III: 31. März bis 9. April 2016 in Istanbul, Türkei
  - Teilnehmer:  Bosnien und Herzegowina,  Georgien,  Hongkong,  Luxemburg,  Südafrika (Absteiger),  Türkei

## Modus
In der Top-Division qualifizieren sich die vier besten Mannschaften jeder Gruppe direkt für das Viertelfinale. Die Gesamtanzahl der Spiele beträgt 64 Partien.
In den Divisionen I und II werden die jeweils zwölf Mannschaften qualitativ in je zwei Gruppen zu sechs Teams aufgeteilt. Dies geschieht auf Grundlage der Abschlussplatzierungen der Weltmeisterschaften des Jahres 2015. Die Division III spielt in einer Gruppe mit sechs Mannschaften.
Aus der Top-Division steigen die beiden Letzten der zwei Vorrundengruppen in die Division I A ab. Aus selbiger steigen die beiden Erstplatzierten zum nächsten Jahr in die Top-Division auf, während der Sechstplatzierte in die Division I B absteigt. Im Gegenzug steigt der Gewinner der Division I B in die Division I A auf. Aus der Division I B steigt ebenfalls der Letzte in die Division II A ab. Die Aufstiegsregelung der Division I B mit einem Auf- und Absteiger gilt genauso für die Divisionen II A und II B.

## Top-Division

### Vergabe
Um die Austragung der Top-Division hatten sich ursprünglich Russland, Dänemark mit Kopenhagen und Herning sowie die Ukraine mit zwei Hallen in Kiew beworben. Dänemark und die Ukraine zogen ihre Bewerbungen vor der Abstimmung zurück. Für Dänemark und die Ukraine wären es die ersten Weltmeisterschaften gewesen; die Ukraine war bereits mit Bewerbungen für die Turniere 2014 und 2015 gescheitert. Das Turnier wurde auf dem Jahreskongress der IIHF im Mai 2011 in Bratislava an Russland vergeben.

### Teilnehmer
Am Turnier nehmen die besten 14 Mannschaften der Vorjahres-Weltmeisterschaft sowie die beiden Erstplatzierten des Turniers der Division IA des Vorjahres teil:
| 1 aus Asien       | Kasachstan (Aufsteiger aus der Division IA) | Kasachstan (Aufsteiger aus der Division IA) | Kasachstan (Aufsteiger aus der Division IA) | Kasachstan (Aufsteiger aus der Division IA) |
| 13 aus Europa     | Belarus                                     | Dänemark                                    | Deutschland                                 | Finnland                                    |
| 13 aus Europa     | Frankreich                                  | Lettland                                    | Norwegen                                    | Russland (Gastgeber)                        |
| 13 aus Europa     | Schweden                                    | Schweiz                                     | Slowakei                                    | Tschechien                                  |
| 13 aus Europa     | Ungarn (Aufsteiger aus der Division IA)     |                                             |                                             |                                             |
| 2 aus Nordamerika | Kanada (Titelverteidiger)                   | Kanada (Titelverteidiger)                   | USA                                         | USA                                         |

Gruppeneinteilung
Die Gruppeneinteilung der Vorrunde wurde auf Basis der nach Abschluss der Weltmeisterschaft 2015 aktuellen IIHF-Weltrangliste festgelegt.
| Gruppe A        | Gruppe B         |
| Russland (2)    | Kanada (1)       |
| Schweden (3)    | Finnland (4)     |
| Tschechien (6)  | USA (5)          |
| Schweiz (7)     | Slowakei (8)     |
| Lettland (10)   | Belarus (9)      |
| Norwegen (11)   | Frankreich (12)  |
| Dänemark (15)   | Deutschland (13) |
| Kasachstan (17) | Ungarn (19)      |

* In Klammern ist der jeweilige Weltranglistenplatz angegeben.

### Modus
Das 17-tägige Weltmeisterschaftsturnier wird in zwei Phasen – Vorrunde und Finalrunde – gegliedert.
Die 16 Teams spielen nach ihrer Weltranglistenplatzierung zunächst in zwei Gruppen à acht Teams eine Vorrunde (Preliminary Round). Dabei werden für einen Sieg nach regulärer Spielzeit von 60 Minuten drei, für einen Sieg in der maximal fünfminütigen Verlängerung oder im Penaltyschießen zwei und für eine Niederlage in der Verlängerung oder im Penaltyschießen ein Punkt vergeben. Bei Punktgleichheit zwischen zwei Teams entscheidet der direkte Vergleich. Sind mehr als zwei Mannschaften punktgleich, entscheiden folgende Kriterien:
1. Anzahl Punkte aus den Spielen der punktgleichen Mannschaften gegeneinander,
2. bessere Tordifferenz aus den Spielen gegeneinander,
3. Anzahl Tore aus den Spielen gegeneinander
4. Punkte, Tordifferenz und Tore gegen die nächstbessere, nicht punktgleiche Mannschaft (wenn möglich),
5. Ergebnisse gegen die übernächstbessere, nicht punktgleiche Mannschaft (wenn möglich),
6. Platzierung in der IIHF-Weltrangliste des Jahres 2014.

Sind nach einem dieser Kriterien nur noch zwei Mannschaften punktgleich, entscheidet wieder der direkte Vergleich.
Die vier besten Mannschaften jeder Vorrundengruppe qualifizieren sich für das Viertelfinale und spielen im K.-o.-System mit folgendem Halbfinale und Finale die Medaillengewinner aus (Playoff Round). Die Nationen auf dem letzten Rang der jeweiligen Gruppe steigen in die Division IA ab. Da Frankreich und Deutschland als Gastgeber für die WM 2017 gesetzt sind, wären bei einem sportlichen Abstieg von einem dieser Länder die vorletzte Nation der beiden Gruppen mit der schlechteren Bilanz abgestiegen. Sollten sowohl Deutschland als auch Frankreich sportlich absteigen, so wird lediglich der 8. der Gruppe A absteigen und nur der Sieger der Division IA aufsteigen.

### Austragungsorte
| Moskau |

| Sankt Petersburg |

| Moskau |

| Sankt Petersburg |

### Vorrunde
Die Vorrunde der Weltmeisterschaft startete am 6. Mai, beendet wurde die Vorrunde am 17. Mai.

#### Gruppe A
| 6. Mai 2016 16:15 Uhr (Ortszeit) | Schweden J. Ericsson (2:52) G. Nyquist (64:06) | 2:1 n. V. (1:0, 0:0, 0:1, 1:0) Spielbericht | Lettland K. Sotnieks (52:29) | VTB-Eispalast, Moskau Zuschauer: 4.420 |

| 6. Mai 2016 20:15 Uhr | Tschechien T. Kundrátek (14:48) R. Červenka (20:48) M. Birner (58:28) | 3:0 (1:0, 1:0, 1:0) Spielbericht | Russland | VTB-Eispalast, Moskau Zuschauer: 9.693 |

| 7. Mai 2016 12:15 Uhr | Schweiz S. Walser (14:56) D. Hollenstein (52:01) | 2:3 n. P. (1:0, 0:1, 1:1, 0:0, 0:1) Spielbericht | Kasachstan R. Sawtschenko (30:57) R. Startschenko (50:30) N. Dawes (PS) | VTB-Eispalast, Moskau Zuschauer: 5.420 |

| 7. Mai 2016 16:15 Uhr | Norwegen | 0:3 (0:0, 0:2, 0:1) Spielbericht | Dänemark N. Jensen (21:06) J. Jensen Aabo (34:12) N. Jensen (59:45) | VTB-Eispalast, Moskau Zuschauer: 6.668 |

| 7. Mai 2016 20:15 Uhr | Lettland R. Bukarts (35:26) Z. Girgensons (48:20) M. Rēdlihs (57:41) | 3:4 n. P. (0:2, 1:0, 2:1, 0:0, 0:1) Spielbericht | Tschechien T. Plekanec (3:33) T. Plekanec (6:23) M. Řepík (59:01) L. Kašpar (PS) | VTB-Eispalast, Moskau Zuschauer: 4.650 |

| 8. Mai 2016 12:15 Uhr | Kasachstan D. Boyd (8:04) R. Startschenko (9:02) J. Rymarew (19:46) M. Semjonow (41:00) | 4:6 (3:3, 0:1, 1:2) Spielbericht | Russland J. Dadonow (6:43) R. Ljubimow (9:21) S. Mosjakin (11:11) A. Below (38:02) A. Below (43:57) R. Ljubimow (48:38) | VTB-Eispalast, Moskau Zuschauer: 10.122 |

| 8. Mai 2016 16:15 Uhr | Norwegen K. Olimb (14:07) M. Røymark (23:03) K. Olimb (38:03) A. Martinsen (63:23) | 4:3 n. V. (1:1, 2:0, 0:2, 1:0) Spielbericht | Schweiz S. Walser (2:27) S. Moser (43:24) F. Du Bois (59:50) | VTB-Eispalast, Moskau Zuschauer: 4.515 |

| 8. Mai 2016 20:15 Uhr | Schweden R. Rosén (27:03) M. Backlund (28:30) M. Nygren (37:06) M. Backlund (39:00) G. Nyquist (49:35) | 5:2 (0:1, 4:0, 1:1) Spielbericht | Dänemark N. Ehlers (15:05) J. Jensen Aabo (59:54) | VTB-Eispalast, Moskau Zuschauer: 5.385 |

| 9. Mai 2016 16:15 Uhr | Lettland | 0:4 (0:0, 0:2, 0:2) Spielbericht | Russland A. Panarin (20:29) J. Dadonow (27:34) W. Schipatschow (47:02) A. Panarin (57:30) | VTB-Eispalast, Moskau Zuschauer: 10.440 |

| 9. Mai 2016 20:15 Uhr | Schweden R. Rosén (9:15) M. Lundberg (19:52) | 2:4 (2:0, 0:3, 0:1) Spielbericht | Tschechien D. Pastrňák (26:45) J. Kovář (33:38) M. Birner (37:59) M. Birner (54:32) | VTB-Eispalast, Moskau Zuschauer: 7.780 |

| 10. Mai 2016 16:15 Uhr | Schweiz Y. Weber (49:42) N. Niederreiter (57:58) E. Blum (64:08) | 3:2 n. V. (0:2, 0:0, 2:0, 1:0) Spielbericht | Dänemark F. Storm (7:08) N. Ehlers (18:54) | VTB-Eispalast, Moskau Zuschauer: 5.962 |

| 10. Mai 2016 20:15 Uhr | Kasachstan N. Dawes (7:00) B. Bochenski (35:47) | 2:4 (1:1, 1:2, 0:1) Spielbericht | Norwegen J. Johannesen (3:24) K. Olimb (33:04) M. Olimb (38:17) M. Zuccarello (57:37) | VTB-Eispalast, Moskau Zuschauer: 7.384 |

| 11. Mai 2016 16:15 Uhr | Schweiz N. Niederreiter (23:33) N. Niederreiter (26:06) G. Hofmann (28:30) S. Andrighetto (45:56) Eric Blum (58:31) | 5:4 (0:0, 3:3, 2:1) Spielbericht | Lettland M. Rēdlihs (33:24) M. Rēdlihs (37:23) R. Ķēniņš (38:36) A. Širokovs (46:22) | VTB-Eispalast, Moskau Zuschauer: 5.692 |

| 11. Mai 2016 20:15 Uhr | Schweden M. Backlund (12:20) L. Klasen (15:11) A. Larsson (16:15) G. Nyquist (24:25) G. Nyquist (28:51) A. Wennberg (30:42) G. Nyquist (54:02) | 7:3 (3:1, 3:0, 1:2) Spielbericht | Kasachstan D. Boyd (19:59) W. Markelow (46:49) R. Sawtschenko (47:57) | VTB-Eispalast, Moskau Zuschauer: 8.729 |

| 12. Mai 2016 16:15 Uhr | Tschechien R. Červenka (5:11) T. Zohorna (9:33) R. Kousal (19:45) L. Kašpar (22:10) R. Šimek (28:37) M. Řepík (34:53) L. Kašpar (39:03) | 7:0 (3:0, 4:0, 0:0) Spielbericht | Norwegen | VTB-Eispalast, Moskau Zuschauer: 5.124 |

| 12. Mai 2016 20:15 Uhr | Russland A. Martschenko (2:38) M. Tschudinow (12:45) N. Saizew (13:06) S. Mosjakin (30:43) S. Mosjakin (33:42) S. Schirokow (33:52) J. Dadonow (37:37) W. Schipatschow (41:50) W. Schipatschow (44:38) A. Panarin (55:31) | 10:1 (3:0, 4:1, 3:0) Spielbericht | Dänemark J. Hansen (20:36) | VTB-Eispalast, Moskau Zuschauer: 11.022 |

| 13. Mai 2016 16:15 Uhr | Tschechien T. Plekanec (6:55) T. Plekanec (42:51) R. Kousal (58:51) | 3:1 (1:0, 0:0, 2:1) Spielbericht | Kasachstan N. Dawes (55:30) | VTB-Eispalast, Moskau Zuschauer: 8.234 |

| 13. Mai 2016 20:15 Uhr | Dänemark N. Jensen (11:57) M. Poulsen (28:28) N. Jensen (PS) | 3:2 n. P. (1:1, 1:1, 0:0, 0:0, 1:0) Spielbericht | Lettland A. Džeriņš (17:45) K. Daugaviņš (21:57) | VTB-Eispalast, Moskau Zuschauer: 7.788 |

| 14. Mai 2016 12:15 Uhr | Norwegen M. Rosseli Olsen (43:41) A. Martinsen (58:02) | 2:3 (0:0, 0:1, 2:2) Spielbericht | Schweden G. Nyquist (20:56) M. Lundberg (42:43) R. Rosén (51:47) | VTB-Eispalast, Moskau Zuschauer: 6.221 |

| 14. Mai 2016 16:15 Uhr | Russland I. Telegin (5:13) J. Kusnezow (28:40) I. Telegin (48:50) S. Schirokow (55:20) S. Mosjakin (59:43) | 5:1 (1:0, 1:0, 3:1) Spielbericht | Schweiz S. Moser (58:44) | VTB-Eispalast, Moskau Zuschauer: 11.222 |

| 14. Mai 2016 20:15 Uhr | Kasachstan N. Iwanow (4:37) | 1:2 (1:0, 0:1, 0:1) Spielbericht | Lettland K. Daugaviņš (35:14) M. Bičevskis (54:49) | VTB-Eispalast, Moskau Zuschauer: 7.305 |

| 15. Mai 2016 16:15 Uhr | Dänemark M. Madsen (43:10) N. Ehlers (PS) | 2:1 n. P. (0:0, 0:1, 1:0, 0:0, 1:0) Spielbericht | Tschechien T. Plekanec (24:09) | VTB-Eispalast, Moskau Zuschauer: 8.107 |

| 15. Mai 2016 20:15 Uhr | Schweiz S. Andrighetto (18:21) D. Hollenstein (44:58) | 2:3 n. P. (1:0, 0:1, 1:1, 0:0, 0:1) Spielbericht | Schweden J. Sundström (31:12) G. Nyquist (50:02) A. Burakovsky (PS) | VTB-Eispalast, Moskau Zuschauer: 8.214 |

| 16. Mai 2016 16:15 Uhr | Russland I. Telegin (22:09) A. Panarin (37:52) R. Ljubimow (42:31) | 3:0 (0:0, 2:0, 1:0) Spielbericht | Norwegen | VTB-Eispalast, Moskau Zuschauer: 12.116 |

| 16. Mai 2016 20:15 Uhr | Dänemark M. Lauridsen (8:56) J. Hansen (16:46) N. Jensen (17:50) N. Ehlers (29:53) | 4:1 (3:0, 1:1, 0:0) Spielbericht | Kasachstan N. Dawes (23:57) | VTB-Eispalast, Moskau Zuschauer: 7.097 |

| 17. Mai 2016 12:15 Uhr | Tschechien M. Birner (17:00) L. Kašpar (24:50) M. Zaťovič (41:45) T. Zohorna (49:59) M. Jordán (54:15) | 5:4 (1:1, 1:0, 3:3) Spielbericht | Schweiz D. Hollenstein (11:36) S. Moser (45:38) N. Schneeberger (55:42) S. Andrighetto (59:34) | VTB-Eispalast, Moskau Zuschauer: 7.101 |

| 17. Mai 2016 16:15 Uhr | Lettland M. Indrašis (11:42) | 1:3 (1:1, 0:2, 0:0) Spielbericht | Norwegen K. Olimb (16:12) J. Holøs (20;40) J. Johannesen (20:56) | VTB-Eispalast, Moskau Zuschauer: 6.037 |

| 17. Mai 2016 20:15 Uhr | Russland J. Dadonow (14:43) A. Panarin (17:52) P. Dazjuk (21:34) R. Ljubimow (29:40) | 4:1 (2:0, 2:0, 0:1) Spielbericht | Schweden M. Ekholm (41:06) | VTB-Eispalast, Moskau Zuschauer: 12.181 |

| Pl. |            | Sp | S | OTS | OTN | N | Tore  | Punkte |
| --- | ---------- | -- | - | --- | --- | - | ----- | ------ |
| 1.  | Tschechien | 7  | 5 | 1   | 1   | 0 | 27:12 | 18     |
| 2.  | Russland   | 7  | 6 | 0   | 0   | 1 | 32:10 | 18     |
| 3.  | Schweden   | 7  | 3 | 2   | 0   | 2 | 23:18 | 13     |
| 4.  | Dänemark   | 7  | 2 | 2   | 1   | 2 | 17:22 | 11     |
| 5.  | Norwegen   | 7  | 2 | 1   | 0   | 4 | 13:22 | 8      |
| 6.  | Schweiz    | 7  | 1 | 1   | 3   | 2 | 20:26 | 8      |
| 7.  | Lettland   | 7  | 1 | 0   | 3   | 3 | 13:22 | 6      |
| 8.  | Kasachstan | 7  | 0 | 1   | 0   | 6 | 15:28 | 2      |

Abkürzungen: Pl. = Platz, Sp = Spiele, S = Siege, OTS = Siege nach Verlängerung (Overtime) oder Penaltyschießen, OTN = Niederlagen nach Verlängerung oder Penaltyschießen, N = Niederlagen

Erläuterungen: Viertelfinale, Absteiger in die Division IA

#### Gruppe B
| 6. Mai 2016 16:15 Uhr (Ortszeit) | USA P. Maroon (4:54) | 1:5 (1:2, 0:1, 0:2) Spielbericht | Kanada T. Hall (5:24) B. Gallagher (8:48) M. Duchene (31:37) B. Jenner (45:54) B. Marchand (51:16) | Jubileiny-Sportkomplex, Sankt Petersburg Zuschauer: 5.236 |

| 6. Mai 2016 20:15 Uhr | Finnland P. Laine (21:45) M. Koivu (32:28) P. Laine (38:36) M. Granlund (39:56) A. Pihlström (42:59), M. Granlund (47:51) | 6:2 (0:0, 4:1, 2:1) Spielbericht | Belarus A. Stas (37:55) A. Kaljuschny (51:01) | Jubileiny-Sportkomplex, Sankt Petersburg Zuschauer: 4.877 |

| 7. Mai 2016 12:15 Uhr | Slowakei T. Marcinko (7:07) T. Jurčo (17:43) A. Sekera (35:09) P. Lušňák (57:43) | 4:1 (2:1, 1:0, 1:0) Spielbericht | Ungarn F. Banham (13:30) | Jubileiny-Sportkomplex, Sankt Petersburg Zuschauer: 2.830 |

| 7. Mai 2016 16:15 Uhr | Frankreich D. Raux (3:38) V. Claireaux (39:10) D. Fleury (PS) | 3:2 n. P. (1:0, 1:2, 0:0, 0:0, 1:0) Spielbericht | Deutschland T. Rieder (20:26) F. Schütz (36:50) | Jubileiny-Sportkomplex, Sankt Petersburg Zuschauer: 3.750 |

| 7. Mai 2016 20:15 Uhr | Belarus G. Platt (27:10) A. Stas (38:12) D. Korabau (49:28) | 3:6 (0:2, 2:3, 1:1) Spielbericht | USA M. Wood (9:58) C. Wideman (13:38) D. Larkin (22:13) N. Hanifin (28:09) A. Matthews (34:25) A. Matthews (54:40) | Jubileiny-Sportkomplex, Sankt Petersburg Zuschauer: 3.762 |

| 8. Mai 2016 12:15 Uhr | Ungarn I. Bartalis (18:14) | 1:7 (1:2, 0:4, 0:1) Spielbericht | Kanada M. Scheifele (5:54) C. Perry (10:04) M. Stone (27:12) B. Marchand (29:05) D. Brassard (31:36) M. Matheson (32:45) T. Hall (44:35) | Jubileiny-Sportkomplex, Sankt Petersburg Zuschauer: 3.825 |

| 8. Mai 2016 16:15 Uhr | Finnland P. Laine (6:22) L. Komarov (9:08) S. Aho (29:53) J. Koskiranta (37:50) P. Laine (59:57) | 5:1 (2:0, 2:1, 1:0) Spielbericht | Deutschland B. Macek (38:42) | Jubileiny-Sportkomplex, Sankt Petersburg Zuschauer: 4.409 |

| 8. Mai 2016 20:15 Uhr | Frankreich J. Perret (1:09) | 1:5 (1:2, 0:2, 0:1) Spielbericht | Slowakei A. Sekera (3:55) D. Graňák (13:55) M. Bakoš (34:52) L. Hudáček (35:40) C. Jaroš (57:55) | Jubileiny-Sportkomplex, Sankt Petersburg Zuschauer: 3.850 |

| 9. Mai 2016 16:15 Uhr | Belarus | 0:8 (0:1, 0:4, 0:3) Spielbericht | Kanada D. Brassard (16:26) C. Perry (21:03) R. O’Reilly (23:58) M. Duchene (31:19) T. Hall (31:39) R. O’Reilly (41:26) M. Stone (49:17) M. Matheson (53:52) | Jubileiny-Sportkomplex, Sankt Petersburg Zuschauer: 4.536 |

| 9. Mai 2016 20:15 Uhr | Finnland M. Koivu (9:16) A. Pihlström (12:04) L. Komarov (44:16) | 3:2 (2:1, 0:0, 1:1) Spielbericht | USA F. Vatrano (13:45) C. Murphy (40:53) | Jubileiny-Sportkomplex, Sankt Petersburg Zuschauer: 4.830 |

| 10. Mai 2016 16:15 Uhr | Slowakei P. Cehlárik (8:42) | 1:5 (1:0, 0:3, 0:2) Spielbericht | Deutschland P. Hager (24:23) P. Gogulla (28:57) P. Reimer (34:48) B. Macek (43:45) D. Kahun (54:36) | Jubileiny-Sportkomplex, Sankt Petersburg Zuschauer: 3.715 |

| 10. Mai 2016 20:15 Uhr | Ungarn M. Vas (13:10) I. Sofron (47:58) | 2:6 (1:3, 0:1, 1:2) Spielbericht | Frankreich N. Ritz (9:14) S. Treille (17:26) D. Fleury (19:26) F. Chakiachvili (38:03) S. Treille (53:03) S. Treille (56:11) | Jubileiny-Sportkomplex, Sankt Petersburg Zuschauer: 3.340 |

| 11. Mai 2016 16:15 Uhr | Slowakei A. Sekera (20:47) T. Jurčo (36:26) | 2:4 (0:0, 2:0, 0:4) Spielbericht | Belarus K. Hatawez (42:22) A. Haurus (48:34) A. Stepanow (54:42) C. Linglet (57:16) | Jubileiny-Sportkomplex, Sankt Petersburg Zuschauer: 3.172 |

| 11. Mai 2016 20:15 Uhr | Finnland A. Ohtamaa (36:22) M. Koivu (49:27) A. Barkov (56:34) | 3:0 (0:0, 1:0, 2:0) Spielbericht | Ungarn | Jubileiny-Sportkomplex, Sankt Petersburg Zuschauer: 3.794 |

| 12. Mai 2016 16:15 Uhr | USA C. Wideman (34:23) C. Murphy (36:30) J. Compher (39:55) B. Skjei (41:19) | 4:0 (0:0, 3:0, 1:0) Spielbericht | Frankreich | Jubileiny-Sportkomplex, Sankt Petersburg Zuschauer: 4.287 |

| 12. Mai 2016 20:15 Uhr | Kanada T. Hall (3:54) C. Perry (23:22) T. Hall (43:12) B. Jenner (46:50) C. Ceci (53:17) | 5:2 (1:0, 1:2, 3:0) Spielbericht | Deutschland P. Reimer (31:31) S. Akdağ (37:36) | Jubileiny-Sportkomplex, Sankt Petersburg Zuschauer: 5.369 |

| 13. Mai 2016 16:15 Uhr | USA N. Foligno (24:37) V. Hinostroza (24:55) D. Larkin (34:12) N. Foligno (52:07) C. Murphy (55:20) | 5:1 (0:0, 3:0, 2:1) Spielbericht | Ungarn I. Sofron (57:59) | Jubileiny-Sportkomplex, Sankt Petersburg Zuschauer: 3.598 |

| 13. Mai 2016 20:15 Uhr | Deutschland P. Reimer (4:26) L. Draisaitl (5:44) F. Schütz (10:47) B. Macek (34:23) P. Gogulla (59:51) | 5:2 (3:0, 1:1, 1:1) Spielbericht | Belarus A. Stepanow (28:08) A. Stas (49:14) | Jubileiny-Sportkomplex, Sankt Petersburg Zuschauer: 5.275 |

| 14. Mai 2016 12:15 Uhr | Frankreich P. Bellemare (52:31) | 1:3 (0:0, 0:3, 1:0) Spielbericht | Finnland E. Lindell (25:00) A. Barkov (30:40) P. Laine (34:50) | Jubileiny-Sportkomplex, Sankt Petersburg Zuschauer: 4.278 |

| 14. Mai 2016 16:15 Uhr | Ungarn G. Nagy (5:31) J. Vas (10:31) B. Sebők (30:32) V. Galló (33:49) J. Vas (59:57) | 5:2 (2:1, 2:1, 1:0) Spielbericht | Belarus G. Platt (12:13) A. Haurus (26:43) | Jubileiny-Sportkomplex, Sankt Petersburg Zuschauer: 4.539 |

| 14. Mai 2016 20:15 Uhr | Kanada M. Rielly (11:09) M. Duchene (18:30) T. Hall (33:56) M. Scheifele (38:35) D. Brassard (50:27) | 5:0 (2:0, 2:0, 1:0) Spielbericht | Slowakei | Jubileiny-Sportkomplex, Sankt Petersburg Zuschauer: 5.512 |

| 15. Mai 2016 16:15 Uhr | Deutschland P. Hager (2:19) C. Ehrhoff (13:06) K. Holzer (59:27) | 3:2 (2:1, 0:1, 1:0) Spielbericht | USA J. McCabe (10:35) A. Matthews (20:26) | Jubileiny-Sportkomplex, Sankt Petersburg Zuschauer: 4.798 |

| 15. Mai 2016 20:15 Uhr | Slowakei | 0:5 (0:0, 0:2, 0:3) Spielbericht | Finnland M. Koivu (31:07) A. Pihlström (31:47) A. Barkov (46:46) J. Jokinen (59:45) P. Laine (59:57) | Jubileiny-Sportkomplex, Sankt Petersburg Zuschauer: 5.679 |

| 16. Mai 2016 16:15 Uhr | Kanada M. Stone (8:32) M. Duchene (35:26) M. Scheifele (43:51) C. Perry (54:45) | 4:0 (1:0, 1:0, 2:0) Spielbericht | Frankreich | Jubileiny-Sportkomplex, Sankt Petersburg Zuschauer: 5.219 |

| 16. Mai 2016 20:15 Uhr | Deutschland P. Hager (31:42) D. Reul (41:22) C. Braun (57:24) M. Goc (59:27) | 4:2 (0:1, 1:0, 3:1) Spielbericht | Ungarn I. Sofron (9:09) K. Wehrs (45:14) | Jubileiny-Sportkomplex, Sankt Petersburg Zuschauer: 5.038 |

| 17. Mai 2016 12:15 Uhr | USA B. Nelson (27:15) N. Foligno (42:53) | 2:3 n. V. (0:1, 1:0, 1:1, 0:1) Spielbericht | Slowakei C. Jaroš (18:39) P. Skalický (52:14) M. Daňo (60:59) | Jubileiny-Sportkomplex, Sankt Petersburg Zuschauer: 5.080 |

| 17. Mai 2016 16:15 Uhr | Belarus A. Stas (25:12) G. Platt (38:23) A. Stas (44:59) | 3:0 (0:0, 2:0, 1:0) Spielbericht | Frankreich | Jubileiny-Sportkomplex, Sankt Petersburg Zuschauer: 4.895 |

| 17. Mai 2016 20:15 Uhr | Kanada | 0:4 (0:0, 0:3, 0:1) Spielbericht | Finnland T. Kivistö (26:10) L. Komarov (36:03) M. Pyörälä (38:50) J. Koskiranta (42:32) | Jubileiny-Sportkomplex, Sankt Petersburg Zuschauer: 5.890 |

| Pl. |             | Sp | S | OTS | OTN | N | Tore  | Punkte |
| --- | ----------- | -- | - | --- | --- | - | ----- | ------ |
| 1.  | Finnland    | 7  | 7 | 0   | 0   | 0 | 29:06 | 21     |
| 2.  | Kanada      | 7  | 6 | 0   | 0   | 1 | 34:08 | 18     |
| 3.  | Deutschland | 7  | 4 | 0   | 1   | 2 | 22:20 | 13     |
| 4.  | USA         | 7  | 3 | 0   | 1   | 3 | 22:18 | 10     |
| 5.  | Slowakei    | 7  | 2 | 1   | 0   | 4 | 15:23 | 8      |
| 6.  | Belarus     | 7  | 2 | 0   | 0   | 5 | 16:32 | 6      |
| 7.  | Frankreich  | 7  | 1 | 1   | 0   | 5 | 11:23 | 5      |
| 8.  | Ungarn      | 7  | 1 | 0   | 0   | 6 | 12:31 | 3      |

Abkürzungen: Pl. = Platz, Sp = Spiele, S = Siege, OTS = Siege nach Verlängerung (Overtime) oder Penaltyschießen, OTN = Niederlagen nach Verlängerung oder Penaltyschießen, N = Niederlagen

Erläuterungen: Viertelfinale, Absteiger in die Division IA

### Finalrunde
Die Finalrunde begann nach Abschluss der Vorrunde am 19. Mai 2016, so dass alle Teams mindestens einen Ruhetag hatten. Zwei der Viertelfinalpartien wurden im VTB-Eispalast, die anderen beiden im Jubileiny-Sportkomplex ausgetragen. Die Partien fanden wie im Vorjahr im Kreuzvergleich der beiden Vorrundengruppen statt. Ab dem Halbfinale am 21. Mai wurden sämtliche Begegnungen im VTB-Eispalast abgehalten. Das Finale sowie das Spiel um Bronze waren auf den 22. Mai terminiert.

|  | Viertelfinale | Viertelfinale | Viertelfinale |  |  | Halbfinale | Halbfinale | Halbfinale |  |  | Finale           | Finale           | Finale           |
|  |               |               |               |  |  |            |            |            |  |  |                  |                  |                  |
|  | A1            | Tschechien    | 1             |  |  |            |            |            |  |  |                  |                  |                  |
|  | B4            | USA           | 2             |  |  |            |            |            |  |  |                  |                  |                  |
|  |               |               |               |  |  | B4         | USA        | 3          |  |  |                  |                  |                  |
|  |               |               |               |  |  | B2         | Kanada     | 4          |  |  |                  |                  |                  |
|  | B2            | Kanada        | 6             |  |  |            |            |            |  |  |                  |                  |                  |
|  | A3            | Schweden      | 0             |  |  |            |            |            |  |  |                  |                  |                  |
|  |               |               |               |  |  |            |            |            |  |  | B2               | Kanada           | 2                |
|  |               |               |               |  |  |            |            |            |  |  | B1               | Finnland         | 0                |
|  | B1            | Finnland      | 5             |  |  |            |            |            |  |  |                  |                  |                  |
|  | A4            | Dänemark      | 1             |  |  |            |            |            |  |  |                  |                  |                  |
|  |               |               |               |  |  | B1         | Finnland   | 3          |  |  |                  |                  |                  |
|  |               |               |               |  |  | A2         | Russland   | 1          |  |  | Spiel um Platz 3 | Spiel um Platz 3 | Spiel um Platz 3 |
|  | A2            | Russland      | 4             |  |  |            |            |            |  |  | B4               | USA              | 2                |
|  | B3            | Deutschland   | 1             |  |  |            |            |            |  |  | A2               | Russland         | 7                |

#### Viertelfinale
| 19. Mai 2016 16:15 Uhr (Ortszeit) | Tschechien T. Zohorna (15:23) | 1:2 n. P. (1:0, 0:1, 0:0, 0:0, 0:1) Spielbericht | USA A. Matthews (21:27) A. Matthews (PS) | VTB-Eispalast, Moskau Zuschauer: 7.853 |

| 19. Mai 2016 16:15 Uhr | Finnland M. Granlund (14:29) J. Koskiranta (21:45) P. Laine (38:57) J. Jokinen (57:46) M. Granlund (58:07) | 5:1 (1:0, 2:1, 2:0) Spielbericht | Dänemark L. Eller (31:42) | Jubileiny-Sportkomplex, Sankt Petersburg Zuschauer: 5.038 |

| 19. Mai 2016 20:15 Uhr | Russland W. Schipatschow (20:40) J. Dadonow (27:17) W. Schipatschow (34:14) A. Owetschkin (42:45) | 4:1 (0:1, 3:0, 1:0) Spielbericht | Deutschland P. Reimer (4:45) | VTB-Eispalast, Moskau Zuschauer: 12.199 |

| 19. Mai 2016 20:15 Uhr | Kanada M. Scheifele (18:39) M. Dumba (26:05) B. Marchand (32:02) M. Domi (32:13) M. Stone (51:05) D. Brassard (53:22) | 6:0 (1:0, 3:0, 2:0) Spielbericht | Schweden | Jubileiny-Sportkomplex, Sankt Petersburg Zuschauer: 6.090 |

#### Halbfinale
| 21. Mai 2016 16:15 Uhr | Finnland S. Aho (25:34) J. Jokinen (35:50) S. Aho (38:15) | 3:1 (0:1, 3:0, 0:0) Spielbericht | Russland S. Schirokow (2:52) | VTB-Eispalast, Moskau Zuschauer: 12.215 |

| 21. Mai 2016 20:15 Uhr | Kanada B. Gallagher (8:59) B. Marchand (18:02) D. Brassard (35:30) R. Ellis (41:34) | 4:3 (2:0, 1:3, 1:0) Spielbericht | USA A. Matthews (21:14) D. Warsofsky (23:57) T. Motte (28:25) | VTB-Eispalast, Moskau Zuschauer: 10.455 |

#### Spiel um Platz 3
| 22. Mai 2016 16:15 Uhr | Russland W. Woinow (6:23) S. Mosjakin (13:41) I. Telegin (29:36) J. Dadonow (32:49) A. Panarin (35:22) S. Mosjakin (53:13) W. Schipatschow (59:53) | 7:2 (2:0, 3:1, 2:1) Spielbericht | USA F. Vatrano (34:29) F. Vatrano (43:42) | VTB-Eispalast, Moskau Zuschauer: 12.043 |

#### Finale
| 22. Mai 2016 20:45 Uhr | Finnland | 0:2 (0:1, 0:0, 0:1) Spielbericht | Kanada C. McDavid (11:24) M. Duchene (59:59) | VTB-Eispalast, Moskau Zuschauer: 11.509 |

### Statistik

#### Beste Scorer
Quelle: IIHF; Abkürzungen: Sp = Spiele, T = Tore, V = Assists, Pkt = Punkte, +/− = Plus/Minus, SM = Strafminuten; Fett: Turnierbestwert
| Spieler            | Mannschaft | Sp | T | V  | Pkt | +/− | SM |
| ------------------ | ---------- | -- | - | -- | --- | --- | -- |
| Wadim Schipatschow | Russland   | 10 | 6 | 12 | 18  | +10 | 8  |
| Artemi Panarin     | Russland   | 10 | 6 | 9  | 15  | +9  | 4  |
| Jewgeni Dadonow    | Russland   | 10 | 6 | 7  | 13  | +10 | 6  |
| Patrik Laine       | Finnland   | 10 | 7 | 5  | 12  | +4  | 4  |
| Mikael Granlund    | Finnland   | 10 | 4 | 8  | 12  | +6  | 2  |
| Derick Brassard    | Kanada     | 10 | 5 | 6  | 11  | +9  | 4  |
| Pawel Dazjuk       | Russland   | 10 | 1 | 10 | 11  | +6  | 0  |
| Matt Duchene       | Kanada     | 10 | 5 | 5  | 10  | +10 | 2  |
| Mikko Koivu        | Finnland   | 10 | 4 | 6  | 10  | +8  | 12 |
| Mark Stone         | Kanada     | 10 | 4 | 6  | 10  | +8  | 6  |

#### Beste Torhüter
Quelle: IIHF; Abkürzungen: Sp = Spiele, Min = Eiszeit (in Minuten), SaT = Schüsse aufs Tor, GT = Gegentore, SVS = Gehaltene Schüsse, Sv% = gehaltene Schüsse (in %), GTS = Gegentorschnitt, SO = Shutouts; Fett: Turnierbestwert
| Spieler          | Mannschaft | Sp | Min    | SaT | GT | SVS | Sv%   | GTS  | SO |
| ---------------- | ---------- | -- | ------ | --- | -- | --- | ----- | ---- | -- |
| Dominik Furch    | Tschechien | 4  | 255:00 | 100 | 4  | 96  | 96,00 | 0,94 | 2  |
| Mikko Koskinen   | Finnland   | 8  | 479:01 | 169 | 9  | 160 | 94,67 | 1,13 | 1  |
| Cam Talbot       | Kanada     | 8  | 480:00 | 167 | 10 | 157 | 94,01 | 1,25 | 4  |
| Sebastian Dahm   | Dänemark   | 7  | 434:04 | 248 | 16 | 232 | 93,55 | 2,21 | 1  |
| Sergei Bobrowski | Russland   | 9  | 520:51 | 218 | 15 | 203 | 93,12 | 1,73 | 1  |

### Abschlussplatzierungen
Die Platzierungen ergaben sich nach folgenden Kriterien:
- Plätze 1 bis 4: Ergebnisse im Finale sowie im Spiel um Platz 3
- Plätze 5 bis 8 (Verlierer der Viertelfinalpartien): nach Platzierung, dann Punkten, dann Tordifferenz in der Vorrunde
- Plätze 9 bis 16 (Vorrunde): nach Platzierung, dann Punkten, dann Tordifferenz in der Vorrunde

| Pl. | Team        |
| --- | ----------- |
| 1   | Kanada      |
| 2   | Finnland    |
| 3   | Russland    |
| 4   | USA         |
| 5   | Tschechien  |
| 6   | Schweden    |
| 7   | Deutschland |
| 8   | Dänemark    |
| 9   | Slowakei    |
| 10  | Norwegen    |
| 11  | Schweiz     |
| 12  | Belarus     |
| 13  | Lettland    |
| 14  | Frankreich  |
| 15  | Ungarn      |
| 16  | Kasachstan  |

### Titel, Auf- und Abstieg
| Weltmeister Kanada | Calvin Pickard, Cam Talbot – Cody Ceci, Matt Dumba, Ryan Ellis, Ben Hutton, Mike Matheson, Ryan Murray, Morgan Rielly, Christopher Tanev – Derick Brassard, Max Domi, Matt Duchene, Brendan Gallagher, Taylor Hall, Boone Jenner, Brad Marchand, Connor McDavid, Ryan O’Reilly, Corey Perry, Sam Reinhart, Mark Scheifele, Mark Stone Cheftrainer: Bill Peters Assistenztrainer: Dave Cameron, Mike Yeo |
| Silber Finnland    | Niklas Bäckström, Mikko Koskinen, Juuse Saros – Juuso Hietanen, Topi Jaakola, Tommi Kivistö, Lasse Kukkonen, Esa Lindell, Atte Ohtamaa, Ville Pokka, Anssi Salmela – Sebastian Aho, Aleksander Barkov, Mikael Granlund, Jussi Jokinen, Mikko Koivu, Leo Komarov, Jarno Koskiranta, Patrik Laine, Jani Lajunen, Antti Pihlström, Teemu Pulkkinen, Mika Pyörälä, Mikko Rantanen, Tomi Sallinen Cheftrainer: Kari Jalonen Assistenztrainer: Ville Peltonen, Jukka Rautakorpi                                                             |
| Bronze Russland    | Sergei Bobrowski, Igor Schestjorkin, Ilja Sorokin – Wiktor Antipin, Anton Below, Alexei Jemelin, Alexei Martschenko, Dmitri Orlow, Nikita Saizew, Maxim Tschudinow, Wjatscheslaw Woinow – Alexander Burmistrow, Jewgeni Dadonow, Pawel Dazjuk, Sergei Kalinin, Jewgeni Kusnezow, Roman Ljubimow, Sergei Mosjakin, Alexander Owetschkin, Artemi Panarin, Sergei Plotnikow, Stepan Sannikow, Wadim Schipatschow, Sergei Schirokow, Iwan Telegin Cheftrainer: Oleg Snarok Assistenztrainer: Igor Nikitin, Harijs Vītoliņš, Ilja Worobjow |

| Absteiger in die Division IA:   | Kasachstan, Ungarn |
| Aufsteiger in die Top-Division: | Slowenien, Italien |

### Auszeichnungen
Spielertrophäen
| Auszeichnung         | Spieler        | Team     |
| -------------------- | -------------- | -------- |
| Wertvollster Spieler | Patrik Laine   | Finnland |
| Bester Torhüter      | Mikko Koskinen | Finnland |
| Bester Verteidiger   | Mike Matheson  | Kanada   |
| Bester Stürmer       | Patrik Laine   | Finnland |

All-Star-Team
| Angriff:      | Mikael Granlund – Wadim Schipatschow – Patrik Laine |
| Verteidigung: | Mike Matheson – Nikita Saizew                       |
| Tor:          | Mikko Koskinen                                      |

## Division I

### Gruppe A in Katowice, Polen
Das Turnier der Gruppe A wurde vom 23. bis 29. April 2016 in der polnischen Stadt Katowice ausgetragen. Die Spiele fanden in der 11.500 Zuschauer fassenden Spodek statt. Japan stand bereits nach vier der fünf Spieltage als Absteiger in die B-Gruppe fest. Die übrigen fünf Mannschaften hatten vor dem letzten Spieltag noch die Chance auf den Aufstieg in die Top-Division. Slowenien und Italien reichte am Ende jeweils ein 2:1 gegen Österreich (Slowenien) beziehungsweise Südkorea (Italien), um dieses Ziel zu erreichen. Den polnischen Gastgebern hingegen reichte auch der 10:4-Erfolg gegen Absteiger Japan nicht, da der direkte Vergleich gegen Italien am ersten Spieltag mit 1:3 verloren gegangen war. Insgesamt besuchten 57.400 Zuschauer die 15 Spiele.
| 23. April 2016 13:00 Uhr (Ortszeit) | Japan S. Kuji (54:46) | 1:7 (0:1, 0:4, 1:2) Spielbericht | Slowenien J. Urbas (7:35) J. Urbas (21:40) M. Verlič (29:31) A. Mušič (33:19) M. Verlič (39:17) K. Ograjenšek (57:18) Ž. Pance (58:12) | Spodek, Katowice Zuschauer: 1.300 |

| 23. April 2016 16:30 Uhr | Italien J. Ramoser (12:25) L. Frigo (36:19) T. Larkin (59:58) | 3:1 (1:0, 1:1, 1:0) Spielbericht | Polen T. Malasiński (30:13) | Spodek, Katowice Zuschauer: 8.500 |

| 23. April 2016 20:00 Uhr | Südkorea M. Swift (16:05) Kim K.-s. (35:50) | 2:3 n. P. (1:0, 1:0, 0:2, 0:0, 0:1) Spielbericht | Österreich M. Schlacher (44:50) M. Geier (56:05) K. Komarek (PS) | Spodek, Katowice Zuschauer: 2.000 |

| 24. April 2016 13:00 Uhr | Slowenien J. Repe (13:15) Ž. Jeglič (45:23) S. Kovačevič (59:33) | 3:1 (1:0, 0:1, 2:0) Spielbericht | Italien G. Scandella (26:47) | Spodek, Katowice Zuschauer: 2.000 |

| 24. April 2016 16:30 Uhr | Polen G. Pasiut (48:51) | 1:4 (0:0, 0:2, 1:2) Spielbericht | Südkorea M. Swift (21:24) M. Swift (24:04) M. Swift (50:13) Kim S.-w. (58:45) | Spodek, Katowice Zuschauer: 6.500 |

| 24. April 2016 20:00 Uhr | Österreich N. Petrik (2:49) B. Lebler (43:31) R. Herburger (50:05) | 3:1 (1:1, 0:0, 2:0) Spielbericht | Japan S. Takahashi (17:50) | Spodek, Katowice Zuschauer: 1.000 |

| 26. April 2016 13:00 Uhr | Südkorea M. Swift (4:18) Kim K.-s. (5:32) Shin S.-h. (11:10) | 3:0 (3:0, 0:0, 0:0) Spielbericht | Japan | Spodek, Katowice Zuschauer: 1.500 |

| 26. April 2016 16:30 Uhr | Österreich A. Kristler (12:21) A. Kristler (30:46) K. Komarek (39:10) S. Bacher (46:16) | 4:2 (1:0, 2:0, 1:2) Spielbericht | Italien A. Egger (53:09) A. Helfer (57:24) | Spodek, Katowice Zuschauer: 1.500 |

| 26. April 2016 20:00 Uhr | Slowenien Ž. Jeglič (6:50) | 1:4 (1:1, 0:3, 0:0) Spielbericht | Polen T. Malasiński (3:54) M. Łopuski (23:48) T. Malasiński (27:39) T. Malasiński (38:09) | Spodek, Katowice Zuschauer: 6.500 |

| 27. April 2016 13:00 Uhr | Japan S. Kuji (8:48) | 1:3 (1:1, 0:2, 0:0) Spielbericht | Italien S. Kostner (13:20) A. Bernard (27:29) J. Ramoser (37:16) | Spodek, Katowice Zuschauer: 1.600 |

| 27. April 2016 16:30 Uhr | Slowenien R. Sabolič (8:59) A. Kuralt (19:31) A. Mušič (26:32) R. Tičar (34:21) K. Pretnar (51:31) | 5:1 (2:1, 2:0, 1:0) Spielbericht | Südkorea Kim K.-s. (0:40) | Spodek, Katowice Zuschauer: 2.500 |

| 27. April 2016 20:00 Uhr | Polen G. Pasiut (12:34) | 1:0 (1:0, 0:0, 0:0) Spielbericht | Österreich | Spodek, Katowice Zuschauer: 7.500 |

| 29. April 2016 13:00 Uhr | Italien J. Ramoser (2:38) D. Tudin (54:35) | 2:1 (1:0, 0:0, 1:1) Spielbericht | Südkorea E. Regan (56:13) | Spodek, Katowice Zuschauer: 2.500 |

| 29. April 2016 16:30 Uhr | Österreich K. Komarek (5:49) | 1:2 (1:1, 0:1, 0:0) Spielbericht | Slowenien R. Sabolič (10:58) K. Ograjenšek (27:29) | Spodek, Katowice Zuschauer: 4.000 |

| 29. April 2016 20:00 Uhr | Polen P. Wronka (0:50) A. Chmielewski (3:58) T. Malasiński (6:42) M. Kruczek (10:35) G. Pasiut (12:27) K. Dziubiński (17:52) A. Bagiński (23:15) A. Chmielewski (44:00) P. Dronia (55:34) P. Wajda (59:48) | 10:4 (6:1, 1:1, 3:2) Spielbericht | Japan H. Ueno (19:56) T. Kawai (25:47) D. Obara (41:39) M. Nishiwaki (44:46) | Spodek, Katowice Zuschauer: 8.500 |

| Pl. |            | Sp | S | OTS | OTN | N | Tore  | Punkte |
| --- | ---------- | -- | - | --- | --- | - | ----- | ------ |
| 1.  | Slowenien  | 5  | 4 | 0   | 0   | 1 | 18:08 | 12     |
| 2.  | Italien    | 5  | 3 | 0   | 0   | 2 | 11:10 | 9      |
| 3.  | Polen      | 5  | 3 | 0   | 0   | 2 | 17:12 | 9      |
| 4.  | Österreich | 5  | 2 | 1   | 0   | 2 | 11:08 | 8      |
| 5.  | Südkorea   | 5  | 2 | 0   | 1   | 2 | 11:11 | 7      |
| 6.  | Japan      | 5  | 0 | 0   | 0   | 5 | 07:26 | 0      |

Abkürzungen: Pl. = Platz, Sp = Spiele, S = Siege, OTS = Siege nach Verlängerung (Overtime) oder Penaltyschießen, OTN = Niederlagen nach Verlängerung oder Penaltyschießen, N = Niederlagen

Erläuterungen: Aufsteiger in die Top-Division, Absteiger in die Division IB

#### Division-IA-Aufstiegsmannschaften
| Division-IA-Aufsteiger Slowenien | Blaž Gregorc, Andrej Hebar, Žiga Jeglič, Gregor Koblar, Sabahudin Kovačevič, Aleš Kranjc, Robert Kristan, Gašper Krošelj, Anže Kuralt, Jakob Milovanovič, Aleš Mušič, Ken Ograjenšek, Žiga Pance, Žiga Pešut, Klemen Pretnar, Jurij Repe, Anže Ropret, Robert Sabolič, Rok Tičar, Jan Urbas, Miha Verlič, Luka Vidmar Trainer: Nik Zupančič                                            |
| Division-IA-Aufsteiger Italien   | Raphael Andergassen, Andreas Bernard, Anton Bernard, Frédéric Cloutier, Alexander Egger, Luca Frigo, Markus Gander, Armin Helfer, Armin Hofer, Marco Insam, Diego Kostner, Simon Kostner, Thomas Larkin, Marco Magnabosco, Stefano Marchetti, Sean McMonagle, Joachim Ramoser, Giulio Scandella, Tommaso Traversa, Alex Trivellato, Daniel Tudin, Michael Zanatta Trainer: Stefan Mair |

### Gruppe B in Zagreb, Kroatien
Das Turnier der Gruppe B wurde vom 17. bis 23. April 2016 in der kroatischen Hauptstadt Zagreb ausgetragen. Die Spiele fanden im 6.500 Zuschauer fassenden Dom sportova statt. Die Mannschaft der Ukraine stieg nach dem Abstieg im Vorjahr umgehend wieder in die A-Gruppe der Division I auf und profitierte dabei von der Schützenhilfe der kroatischen Gastgeber, die im letzten Spiel Litauen mit 2:1 nach Penaltyschießen bezwingen konnten. Die rumänische Eishockeynationalmannschaft verlor alle Spiele im Wettbewerb – darunter das entscheidende Spiel gegen Estland 0:3 – und musste nach dem Aufstieg im Vorjahr den sofortigen Wiederabstieg hinnehmen, während Estland den Klassenerhalt zum zweiten Mal in Folge mit dem fünften Platz erreichen konnte. Insgesamt besuchten 13.920 Zuschauer die 15 Turnierspiele.
| 17. April 2016 13:00 Uhr (Ortszeit) | Estland R. Rooba (10:49) R. Rooba (26:38) | 2:7 (1:2, 1:4, 0:1) Spielbericht | Litauen M. Baltrukonis (14:24) U. Čižas (16:43) D. Bogdziul (23:24) N. Ališauskas (28:06) P. Gintautas (32:15) N. Ališauskas (37:39) P. Gintautas (49:31) | Dom sportova, Zagreb Zuschauer: 95 |

| 17. April 2016 16:30 Uhr | Rumänien R. Péter (16:18) | 1:6 (1:2, 0:1, 0:3) Spielbericht | Ukraine J. Petranhowskyj (5:10) W. Hawryk (11:28) W. Hawryk (27:54) O. Pobjedonoszew (42:24) W. Sacharow (44:03) A. Hnidenko (48:07) | Dom sportova, Zagreb Zuschauer: 200 |

| 17. April 2016 20:00 Uhr | Kroatien M. Blagus (14:05) | 1:4 (1:1, 0:2, 0:1) Spielbericht | Großbritannien R. Dowd (11:27) J. Weaver (24:12) C. Peacock (35:43) C. Shields (48:29) | Dom sportova, Zagreb Zuschauer: 2.600 |

| 18. April 2016 13:00 Uhr | Litauen P. Verenis (5:30) M. Kieras (10:33) N. Ališauskas (29:28) A. Bosas (40:20) A. Katulis (58:04) | 5:1 (2:1, 1:0, 2:0) Spielbericht | Rumänien L. Lőrincz (14:17) | Dom sportova, Zagreb Zuschauer: 100 |

| 18. April 2016 16:30 Uhr | Großbritannien C. Peacock (0:26) R. Cowley (12:43) R. Cowley (20:55) R. Dowd (63:22) | 4:3 n. V. (2:1, 1:1, 0:1, 1:0) Spielbericht | Estland A. Petrov (13:10) A. Petrov (33:11) A. Makrov (53:05) | Dom sportova, Zagreb Zuschauer: 455 |

| 18. April 2016 20:00 Uhr | Ukraine D. Tschernyschenko (2:28) D. Issajenko (14:39) W. Sacharow (20:13) O. Schafarenko (26:10) | 4:1 (2:1, 2:0, 0:0) Spielbericht | Kroatien L. Mikulić (18:06) | Dom sportova, Zagreb Zuschauer: 1.500 |

| 20. April 2016 13:00 Uhr | Ukraine W. Hawryk (5:03) R. Blahyj (14:12) A. Michnow (36:25) J. Tymtschenko (36:56) J. Petranhowsky (44:34) A. Michnow (50:38) A. Bondarew (55:08) | 7:1 (2:0, 3:1, 2:0) Spielbericht | Estland R. Rooba (22:57) | Dom sportova, Zagreb Zuschauer: 120 |

| 20. April 2016 16:30 Uhr | Großbritannien J. Phillips (8:34) A. Tait (17:29) R. Venus (20:13) R. Lachowicz (24:54) B. O’Connor (30:42) J. Boxill (31:05) R. Cowley (36:15) C. Shields (39:00) | 8:0 (2:0, 6:0, 0:0) Spielbericht | Litauen | Dom sportova, Zagreb Zuschauer: 450 |

| 20. April 2016 20:00 Uhr | Rumänien L. Lőrincz (16:11) R. Péter (23:50) C. Fodor (32:27) H. Csergő (48:50) C. Fodor (49:39) | 5:12 (1:3, 2:4, 2:5) Spielbericht | Kroatien I. Jačmenjak (1:06) M. Miličić (7:11) I. Janković (16:18) B. Rendulić (25:34) L. Jarčov (27:04) D. Brine (30:49) I. Janković (36:25) M. Glumac (40:11) M. Miličić (50:23) M. Šakić (50:43) M. Blagus (53:05) K. MacAuley (53:40) | Dom sportova, Zagreb Zuschauer: 1.650 |

| 22. April 2016 13:00 Uhr | Großbritannien J. Phillips (3:15) J. Boxill (10:52) R. Farmer (23:00) C. Shields (33:19) M. Myers (48:51) J. Weaver (54:13) | 6:1 (2:0, 2:0, 2:1) Spielbericht | Rumänien E. Moldován (55:17) | Dom sportova, Zagreb Zuschauer: 400 |

| 22. April 2016 16:30 Uhr | Litauen U. Čižas (42:22) D. Kumeliauskas (50:02) | 2:1 (0:0, 0:1, 2:0) Spielbericht | Ukraine J. Petranhowskyj (36:07) | Dom sportova, Zagreb Zuschauer: 350 |

| 22. April 2016 20:00 Uhr | Kroatien B. Rendulić (15:21) N. Perkovich (30:07) N. Perkovich (36:49) M. Glumac (38:23) M. Glumac (59:10) | 5:3 (1:2, 3:1, 1:0) Spielbericht | Estland A. Makrov (3:23) R. Rooba (5:20) A. Sibirtsev (39:59) | Dom sportova, Zagreb Zuschauer: 2.800 |

| 23. April 2016 13:30 Uhr | Ukraine D. Tschernyschenko (44:25) O. Pobjedonoszew (56:04) | 2:1 (0:0, 0:1, 2:0) Spielbericht | Großbritannien J. Phillips (21:54) | Dom sportova, Zagreb Zuschauer: 500 |

| 23. April 2016 16:30 Uhr | Estland R. Andrejev (31:51) A. Makrov (38:13) V. Vasjonkin (39:59) | 3:0 (0:0, 3:0, 0:0) Spielbericht | Rumänien | Dom sportova, Zagreb Zuschauer: 200 |

| 23. April 2016 20:00 Uhr | Litauen D. Kumeliauskas (54:19) | 1:2 n. P. (0:1, 0:0, 1:0, 0:0, 0:1) Spielbericht | Kroatien M. Glumac (19:11) I. Janković (PS) | Dom sportova, Zagreb Zuschauer: 2.500 |

| Pl. |                | Sp | S | OTS | OTN | N | Tore  | Punkte |
| --- | -------------- | -- | - | --- | --- | - | ----- | ------ |
| 1.  | Ukraine        | 5  | 4 | 0   | 0   | 1 | 20:06 | 12     |
| 2.  | Großbritannien | 5  | 3 | 1   | 0   | 1 | 23:07 | 11     |
| 3.  | Litauen        | 5  | 3 | 0   | 1   | 1 | 15:14 | 10     |
| 4.  | Kroatien       | 5  | 2 | 1   | 0   | 2 | 21:17 | 8      |
| 5.  | Estland        | 5  | 1 | 0   | 1   | 3 | 12:23 | 4      |
| 6.  | Rumänien       | 5  | 0 | 0   | 0   | 5 | 08:32 | 0      |

Abkürzungen: Pl. = Platz, Sp = Spiele, S = Siege, OTS = Siege nach Verlängerung (Overtime) oder Penaltyschießen, OTN = Niederlagen nach Verlängerung oder Penaltyschießen, N = Niederlagen

Erläuterungen: Aufsteiger in die Division IA, Absteiger in die Division IIA

#### Division-IB-Siegermannschaft
| Division-IB-Aufsteiger Ukraine | Wolodymyr Aleksjuk, Witalij Andrejkiw, Serhij Babynez, Roman Blahyj, Artem Bondarew, Wladyslaw Hawryk, Artem Hnidenko, Denys Issajenko, Heorhyj Kitscha, Andrij Michnow, Jurij Petranhowskyj, Denys Petruchno, Oleksandr Pobjedonoszew, Wolodymyr Romanenko, Wiktor Sacharow, Eduard Sachartschenko, Oleh Schafarenko, Mychajlo Schewtschuk, Kyrylo Schownir, Dmytro Tschernyschenko, Jewhen Tymtschenko, Wsewolod Tolstuschko Trainer: Olexander Sawizki |

### Auf- und Abstieg
| Absteiger in die Division IA:   | Kasachstan, Ungarn |
| Aufsteiger in die Top-Division: | Slowenien, Italien |
| Absteiger in die Division IB:   | Japan              |
| Aufsteiger in die Division IA:  | Ukraine            |
| Absteiger in die Division IIA:  | Rumänien           |
| Aufsteiger in die Division IB:  | Niederlande        |

## Division II

### Gruppe A in Jaca, Spanien
Das Turnier der Gruppe A wurde vom 9. bis 15. April 2016 in der spanischen Stadt Jaca ausgetragen. Die Spiele fanden in der 3.579 Zuschauer fassenden Pabellón de Hielo de Jaca statt. Der niederländischen Mannschaft gelang mit fünf Siegen aus fünf Spielen die sofortige Rückkehr in die Division I, wobei das entscheidende Spiel gegen Gastgeber Spanien nach einem 0:2-Rückstand nach zwei Dritteln noch mit 3:2 nach Verlängerung gewonnen werden konnte. Die Mannschaft der Volksrepublik China musste nach dem Aufstieg im Vorjahr mit fünf Niederlagen aus fünf Spielen den umgehenden Wiederabstieg hinnehmen. Dabei gelang lediglich beim 2:3 nach Verlängerung gegen Belgien ein Achtungserfolg. Insgesamt besuchten 8.297 Zuschauer die 15 Spiele.
| 9. April 2016 13:00 Uhr (Ortszeit) | Belgien Y. de Smet (11:06) M. Pellegrims (18:34) J. Paulus (30:43) B. Kolodziejczyk (31:32) Y. de Smet (PS) | 5:4 n. P. (2:2, 2:1, 0:1, 0:0, 1:0) Spielbericht | Island A. Helgason (2:02) R. Sigurðsson (5:39) R. Sigurðsson (29:22) B. Sigurðarson (59:37) | Pabellón de Hielo de Jaca, Jaca Zuschauer: 120 |

| 9. April 2016 16:30 Uhr | Serbien N. Raković (36:17) P. Popravka (38:26) | 2:3 (0:0, 2:3, 0:0) Spielbericht | Niederlande M. Hermens (23:09) G. van Nes (26:59) K. Bruijsten (31:38) | Pabellón de Hielo de Jaca, Jaca Zuschauer: 850 |

| 9. April 2016 20:00 Uhr | Volksrepublik China | 0:2 (0:1, 0:0, 0:1) Spielbericht | Spanien P. Muñoz (8:39) A. Ubieto (56:37) | Pabellón de Hielo de Jaca, Jaca Zuschauer: 1.500 |

| 10. April 2016 13:00 Uhr | Belgien Y. de Smet (0:49) B. van den Bogaert (33:06) B. van den Bogaert (46:18) B. van den Bogaert (59:25) | 4:2 (1:2, 1:0, 2:0) Spielbericht | Serbien S. Ristić (14:55) M. Sretović (18:30) | Pabellón de Hielo de Jaca, Jaca Zuschauer: 150 |

| 10. April 2016 16:30 Uhr | Island J. Leifsson (3:28) Ú. Andrésson (12:27) J. Leifsson (17:41) B. Sigurðarson (20:12) R. Hedström (24:03) E. Alengård (44:08) B. Sigurðarson (58:34) | 7:4 (3:2, 2:2, 2:0) Spielbericht | Volksrepublik China Xia T. (12:35) Zhu Z. (19:40) Yang M. (28:00) Zhang C. (35:32) | Pabellón de Hielo de Jaca, Jaca Zuschauer: 250 |

| 10. April 2016 20:00 Uhr | Niederlande K. Bruijsten (51:49) K. Bruijsten (58:31) B. van Gestel (62:04) | 3:2 n. V. (0:0, 0:2, 2:0, 1:0) Spielbericht | Spanien G. Betrán (25:42) J. Brabo (39:37) | Pabellón de Hielo de Jaca, Jaca Zuschauer: 1.100 |

| 12. April 2016 13:00 Uhr | Niederlande R. Joly (7:21) M. Hermens (8:47) K. Bruijsten (59:37) | 3:0 (2:0, 0:0, 1:0) Spielbericht | Island | Pabellón de Hielo de Jaca, Jaca Zuschauer: 102 |

| 12. April 2016 16:30 Uhr | Belgien B. van den Bogaert (2:26) A. Bremer (36:30) A. Bremer (63:42) | 3:2 n. V. (1:0, 1:1, 0:1, 1:0) Spielbericht | Volksrepublik China Yang M. (35:29) Zhang H. (40:36) | Pabellón de Hielo de Jaca, Jaca Zuschauer: 148 |

| 12. April 2016 20:00 Uhr | Serbien P. Popravka (4:33) N. Raković (27:20) M. Milovanović (51:05) | 3:4 n. P. (1:0, 1:1, 1:2, 0:0, 0:1) Spielbericht | Spanien G. Betrán (21:12) P. Puyelo (48:25) C. Quevedo (50:17) P. Fuentes (PS) | Pabellón de Hielo de Jaca, Jaca Zuschauer: 950 |

| 14. April 2016 13:00 Uhr | Volksrepublik China | 0:9 (0:3, 0:2, 0:4) Spielbericht | Niederlande R. Joly (0:08) K. Bruijsten (13:28) J. Kick (15:32) E. Tummers (31:09) A. van Bentem (34:35) J. van Lijden (41:57) J. van Lijden (45:40) J. van Lijden (50:45) J. Kick (53:13) | Pabellón de Hielo de Jaca, Jaca Zuschauer: 60 |

| 14. April 2016 16:30 Uhr | Island Ú. Andrésson (1:29) J. Leifsson (8:15) Ú. Andrésson (14:15) | 3:6 (3:0, 0:4, 0:2) Spielbericht | Serbien M. Sretović (21:35) D. Filipović (23:37) M. Sretović (31:27) U. Bjelogrlić (34:12) L. Leštarić (42:41) U. Bjelogrlić (53:26) | Pabellón de Hielo de Jaca, Jaca Zuschauer: 120 |

| 14. April 2016 20:00 Uhr | Spanien P. Puyelo (5:19) P. Fuentes (11:06) I. Solórzano (13:56) J. Muñoz (32:37) | 4:1 (3:0, 1:1, 0:0) Spielbericht | Belgien M. Pellegrims (25:59) | Pabellón de Hielo de Jaca, Jaca Zuschauer: 1.150 |

| 15. April 2016 13:00 Uhr | Serbien M. Sretović (20:45) N. Raković (32:08) A. Luković (45:22) | 3:0 (0:0, 2:0, 1:0) Spielbericht | Volksrepublik China | Pabellón de Hielo de Jaca, Jaca Zuschauer: 67 |

| 15. April 2016 16:30 Uhr | Niederlande R. Wurm (4:43) J. Melissant (12:04) J. Oosterveld (15:27) J. van Lijden (32:41) R. Wurm (44:27) J. van Lijden (48:39) | 6:2 (3:0, 1:1, 2:1) Spielbericht | Belgien A. Kolodziejczyk (37:21) B. Vercammen (53:46) | Pabellón de Hielo de Jaca, Jaca Zuschauer: 250 |

| 15. April 2016 20:00 Uhr | Spanien P. Pantoja (8:42) J. Brabo (34:18) G. González (38:02) I. Solórzano (48:26) J. Muñoz (51:41) | 5:2 (1:1, 2:1, 2:0) Spielbericht | Island A. Mikaelsson (12:36) J. Leifsson (34:43) | Pabellón de Hielo de Jaca, Jaca Zuschauer: 1.480 |

| Pl. |                     | Sp | S | OTS | OTN | N | Tore  | Punkte |
| --- | ------------------- | -- | - | --- | --- | - | ----- | ------ |
| 1.  | Niederlande         | 5  | 4 | 1   | 0   | 0 | 24:06 | 14     |
| 2.  | Spanien             | 5  | 3 | 1   | 1   | 0 | 17:09 | 12     |
| 3.  | Belgien             | 5  | 1 | 2   | 0   | 2 | 15:18 | 7      |
| 4.  | Serbien             | 5  | 2 | 0   | 1   | 2 | 16:14 | 7      |
| 5.  | Island              | 5  | 1 | 0   | 1   | 3 | 16:23 | 4      |
| 6.  | Volksrepublik China | 5  | 0 | 0   | 1   | 4 | 05:23 | 1      |

Abkürzungen: Pl. = Platz, Sp = Spiele, S = Siege, OTS = Siege nach Verlängerung (Overtime) oder Penaltyschießen, OTN = Niederlagen nach Verlängerung oder Penaltyschießen, N = Niederlagen

Erläuterungen: Aufsteiger in die Division IB, Absteiger in die Division IIB

#### Division-IIA-Siegermannschaft
| Division-IIA-Aufsteiger Niederlande | Alan van Bentem, Kevin Bruijsten, Boet van Gestel, Max Hermens, Mark Hoekstra, Sjoerd Idzenga, Raphaël Joly, Jasper Kick, Ruud Leeuwesteijn, Julian van Lijden, Tom Marx, Jeffrey Melissant, Nardo Nagtzaam, Guus van Nes, Joey Oosterveld, Jurryt Smid, Erik Tummers, Mike Verschuren, Guido Vols, Niels van der Vossen, Ronald Wurm Trainer: Chris Eimers |

### Gruppe B in Mexiko-Stadt, Mexiko
Das Turnier der Gruppe B wird vom 9. bis 15. April 2016 in der mexikanischen Hauptstadt Mexiko-Stadt ausgetragen. Die Spiele finden in der 4.155 Zuschauer fassenden Icedome México Sur statt. Nach dem Abstieg im Vorjahr gelang den Australiern mit fünf Siegen aus fünf Spielen ungeschlagen der Wiederaufstieg in die Gruppe A. Entscheidend für den Erfolg war bereits der erste Spieltag, als mit Mexiko der Gastgeber und spätere Zweite des Turniers mit 5:4 nach Verlängerung geschlagen werden konnte. Mit fünf Niederlagen aus fünf Spielen und insgesamt mehr als 50 Gegentoren musste die bulgarische Auswahl nach zwei Jahren wieder in die Division III absteigen. Lediglich gegen Israel konnten die Bulgaren das Spiel lange Zeit offen halten. Insgesamt besuchten 5.315 Zuschauer die 15 Spiele.
| 9. April 2016 13:00 Uhr (Ortszeit) | Neuseeland M. Frear (2:27) S. Harrison (10:45) R. Ruddle (12:15) R. Ruddle (24:28) A. Cox (49:08) J. Lawrence (54:19) | 6:3 (3:0, 1:2, 2:1) Spielbericht | Israel E. Klein (23:57) D. Mazour (29:37) E. Klein (43:07) | Icedome, Mexiko-Stadt Zuschauer: 115 |

| 9. April 2016 16:30 Uhr | Nordkorea Kim N.-h. (1:34) Hong C.-r. (2:30) Hong C.-r. (4:58) Ri P.-i. (17:46) Kim K.-c. (22:05) Kim H.-j. (25:21) Kim M.-c. (48:01) An C.-h. (54:04) An C.-h. (56:55) | 9:3 (4:1, 2:1, 3:1) Spielbericht | Bulgarien T. Abdi (10:58) T. Georgiew (29:22) T. Abdi (45:13) | Icedome, Mexiko-Stadt Zuschauer: 200 |

| 9. April 2016 20:00 Uhr | Mexiko H. Majul (7:07) H. Majul (25:28) A. Cervantes (40:28) B. Arroyo (55:37) | 4:5 n. V. (1:0, 1:4, 2:0, 0:1) Spielbericht | Australien S. Jones (28:01) W. Darge (31:10) M. Humphries (35:19) J. Byers (39:14) M. Humphries (63:42) | Icedome, Mexiko-Stadt Zuschauer: 2.000 |

| 10. April 2016 13:00 Uhr | Israel Y. Kniter (1:53) Y. Rosenthal (3:27) I. Spektor (5:30) I. Spektor (16:18) A. Pyshkin (17:07) R. Aharonovich (24:50) V. Shwarzman (26:23) D. Spivak (56:43) | 8:4 (5:1, 2:1, 1:2) Spielbericht | Nordkorea Ri C.-m. (19:44) Hong C.-r. (37:19) Kim K.-c. (56:16) Kim K.-c. (59:59) | Icedome, Mexiko-Stadt Zuschauer: 20 |

| 10. April 2016 16:30 Uhr | Australien M. Schlamp (14:46) R. Tesarik (15:16) M. Humphries (23:00) C. Todd (27:43) C. Todd (31:42) W. Darge (32:23) P. Baranzelli (36:18) C. Todd (39:48) L. Webster (40:43) M. Schlamp (40:58) W. Darge (45:35) C. Todd (48:45) M. Humphries (52:52) A. McKenzie (54:35) | 14:0 (2:0, 6:0, 6:0) Spielbericht | Bulgarien | Icedome, Mexiko-Stadt Zuschauer: 150 |

| 10. April 2016 20:00 Uhr | Neuseeland A. Cox (22:43) | 1:2 (0:0, 1:0, 0:2) Spielbericht | Mexiko B. Arroyo (42:42) B. Arroyo (43:37) | Icedome, Mexiko-Stadt Zuschauer: 500 |

| 12. April 2016 13:00 Uhr | Australien M. Stringer (3:11) L. Webster (3:37) C. Todd (10:42) R. Tesarik (12:41) P. Baranzelli (17:15) A. McKenzie (17:36) P. Baranzelli (25:20) A. McKenzie (26:58) W. Darge (34:25) R. Tesarik (41:13) W. Darge (48:23) | 11:3 (6:2, 3:0, 2:1) Spielbericht | Israel Y. Rosenthal (0:49) A. Pyshkin (19:46) Y. Rosenthal (53:09) | Icedome, Mexiko-Stadt Zuschauer: 40 |

| 12. April 2016 16:30 Uhr | Neuseeland L. Frear (22:03) N. Henderson (30:22) A. Cox (46:21) A. Cox (47:55) | 4:7 (0:0, 2:3, 2:4) Spielbericht | Nordkorea Ri P.-i. (22:24) Kang I.-h. (35:19) Kang I.-h. (38:18) Hong C.-r. (40:58) Hong C.-r. (47:28) Ri C.-m. (58:55) Kim M.-c. (59:22) | Icedome, Mexiko-Stadt Zuschauer: 50 |

| 12. April 2016 20:00 Uhr | Mexiko B. Arroyo (0:47) L. A. de la Vega (6:19) H. Majul (19:50) R. Chabat (19:59) C. Gómez (24:02) R. Chabat 31:08 H. Majul (34:28) A. Gutierrez (35:40) H. Carrero (42:41) B. Arroyo (56:54) | 10:1 (4:0, 4:1, 2:0) Spielbericht | Bulgarien W. Dikow (24:02) | Icedome, Mexiko-Stadt Zuschauer: 500 |

| 14. April 2016 13:00 Uhr | Bulgarien G. Iskrenow (25:09) | 1:14 (0:6, 1:6, 0:2) Spielbericht | Neuseeland N. Henderson (2:50) J. Ratcliffe (3:36) R. Ruddle (3:54) C. Burns (9:23) C. Burns (14:45) J. Ratcliffe (17:58) M. Frear (20:28) N. Henderson (23:28) R. Ruddle (24:46) S. Harrison (27:05) J. Ratcliffe (32:38) J. Challis (34:40) A. Cox (45:46) C. Burns (55:58) | Icedome, Mexiko-Stadt Zuschauer: 30 |

| 14. April 2015 16:30 Uhr | Nordkorea Pak S.-j. (14:23) | 1:22 (1:5, 0:9, 0:8) Spielbericht | Australien L. Webster (0:38) C. Todd (1:19) W. Darge (8:24) W. Darge (14:51) M. Rummukainen (19:16) R. Malloy (20:44) A. McKenzie (22:15) T. Powell (23:46) C. Todd (27:30) M. Schlamp (31:14) C. Todd (31:38) R. Malloy (35:15) M. Humphries (35:31) M. Schlamp (37:07) T. Powell (41:58) M. Schlamp (44:10) L. Webster (47:50) W. Darge (48:48) M. Humphries (52:01) J. Byers (55:03) W. Darge (55:40) A. McKenzie (59:59) | Icedome, Mexiko-Stadt Zuschauer: 60 |

| 14. April 2016 20:00 Uhr | Israel Y. Rosenthal (4:36) I. Ben Tov (12:47) A. Pyshkin (46:29) | 3:9 (2:2, 0:4, 1:3) Spielbericht | Mexiko C. Gómez (0:50) H. Majul (1:45) H. Carrero (28:35) R. Chabat (32:48) A. Cervantes (34:17) A. Cervantes (36:34) L. A. de la Vega (40:25) H. Carrero (43:37) L. A. de la Vega (48:22) | Icedome, Mexiko-Stadt Zuschauer: 400 |

| 15. April 2016 13:00 Uhr | Australien J. Kyros (7:11) D. Huxley (18:06) W. Darge (23:31) M. Humphries (30:50) M. Humphries (33:46) W. Darge (39:43) | 6:2 (2:0, 4:0, 0:2) Spielbericht | Neuseeland M. Frear (45:44) J. Ratcliffe (55:39) | Icedome, Mexiko-Stadt Zuschauer: 200 |

| 15. April 2016 16:30 Uhr | Bulgarien G. Iskrenow (8:29) G. Iskrenow (25:15) W. Dikow (36:44) | 3:5 (1:1, 2:2, 0:2) Spielbericht | Israel A. Pyshkin (19:58) V. Nosankov (31:14) I. Ben Tov (35:20) R. Aharonovich (46:57) D. Mazour (59:24) | Icedome, Mexiko-Stadt Zuschauer: 50 |

| 15. April 2016 20:00 Uhr | Mexiko H. Majul (32:44) B. Arroyo (36:01) H. Majul (37:09) B. Arroyo (44:32) B. Arroyo (56:03) | 5:3 (0:1, 3:0, 2:2) Spielbericht | Nordkorea Hong C.-r. (5:19) Kang M.-g. (45:27) Hong C.-r. (53:19) | Icedome, Mexiko-Stadt Zuschauer: 1.000 |

| Pl. |            | Sp | S | OTS | OTN | N | Tore  | Punkte |
| --- | ---------- | -- | - | --- | --- | - | ----- | ------ |
| 1.  | Australien | 5  | 4 | 1   | 0   | 0 | 58:10 | 14     |
| 2.  | Mexiko     | 5  | 4 | 0   | 1   | 0 | 30:13 | 13     |
| 3.  | Israel     | 5  | 2 | 0   | 0   | 3 | 22:33 | 6      |
| 4.  | Neuseeland | 5  | 2 | 0   | 0   | 3 | 27:19 | 6      |
| 5.  | Nordkorea  | 5  | 2 | 0   | 0   | 3 | 24:42 | 6      |
| 6.  | Bulgarien  | 5  | 0 | 0   | 0   | 5 | 08:52 | 0      |

Abkürzungen: Pl. = Platz, Sp = Spiele, S = Siege, OTS = Siege nach Verlängerung (Overtime) oder Penaltyschießen, OTN = Niederlagen nach Verlängerung oder Penaltyschießen, N = Niederlagen

Erläuterungen: Aufsteiger in die Division IIA, Absteiger in die Division III

#### Division-IIB-Siegermannschaft
| Division-IIB-Aufsteiger Australien | Paul Baranzelli, James Byers, Wehebe Darge, Mitchell Humphries, David Huxley, Sean Jones, Anthony Kimlin, Jordan Kyros, Mathew Lindsay, Robert Malloy, Austin McKenzie, Thomas Powell, Mark Rummukainen, Michael Schlamp, Charlie Smart, Matt Stringer, Richard Tesarik, Cameron Todd, Lliam Webster Trainer: Brad Vigon |

### Auf- und Abstieg
| Absteiger in die Division IIA:  | Rumänien            |
| Aufsteiger in die Division IB:  | Niederlande         |
| Absteiger in die Division IIB:  | Volksrepublik China |
| Aufsteiger in die Division IIA: | Australien          |
| Absteiger in die Division III:  | Bulgarien           |
| Aufsteiger in die Division IIB: | Türkei              |

## Division III
Das Turnier der Division III wurde vom 31. März bis 9. April 2016 im türkischen Istanbul ausgetragen. Die Spiele fanden im 900 Zuschauer fassenden Silivrikapı Buz Pateni Salonu statt. Vorjahresaufsteiger Nordkorea wurde durch den Absteiger aus der Division II Südafrika ersetzt und die Vereinigten Arabischen Emirate verzichteten auf eine Teilnahme. Ansonsten blieb das Teilnehmerfeld unverändert. Den Turniersieg erreichte die Türkei, die sich in ihrem ersten Spiel, das sich schlussendlich als entscheidend erweisen sollte, gegen Georgien knapp mit 5:4 durchsetzte. Insgesamt besuchten 2.706 Zuschauer die 15 Turnierspiele.
Die Spiele des Zweitplatzierten Georgien wurden nachträglich alle mit 0:5 als verloren gewertet, da die Mannschaft nicht für das Land spielberechtigte Spieler eingesetzt hatte.
| 31. März 2016 13:00 Uhr (Ortszeit) | Luxemburg | 2:3 (1:1, 0:1, 1:1) Spielbericht | Südafrika | Silivrikapı Buz Pateni Salonu, Istanbul Zuschauer: 112 |

| 31. März 2016 16:30 Uhr | Bosnien und Herzegowina | 5:4 (1:2, 3:1, 1:1) Spielbericht | Hongkong | Silivrikapı Buz Pateni Salonu, Istanbul Zuschauer: 156 |

| 31. März 2016 20:00 Uhr | Türkei | 5:4 5:0 1 (0:1, 3:1, 2:2) Spielbericht | Georgien | Silivrikapı Buz Pateni Salonu, Istanbul Zuschauer: 378 |

| 1. April 2016 13:00 Uhr | Südafrika | 9:1 (0:0, 4:1, 5:0) Spielbericht | Hongkong | Silivrikapı Buz Pateni Salonu, Istanbul Zuschauer: 79 |

| 1. April 2016 16:30 Uhr | Georgien | 8:0 0:5 1 (4:0, 2:0, 2:0) Spielbericht | Bosnien und Herzegowina | Silivrikapı Buz Pateni Salonu, Istanbul Zuschauer: 93 |

| 1. April 2016 20:00 Uhr | Türkei | 10:2 (3:0, 4:2, 3:0) Spielbericht | Luxemburg | Silivrikapı Buz Pateni Salonu, Istanbul Zuschauer: 383 |

| 3. April 2016 13:00 Uhr | Luxemburg | 7:1 (3:0, 3:1, 1:0) Spielbericht | Hongkong | Silivrikapı Buz Pateni Salonu, Istanbul Zuschauer: 83 |

| 3. April 2016 16:30 Uhr | Türkei | 8:2 (4:0, 3:2, 1:0) Spielbericht | Bosnien und Herzegowina | Silivrikapı Buz Pateni Salonu, Istanbul Zuschauer: 381 |

| 3. April 2016 20:00 Uhr | Südafrika | 5:6 5:0 1 (4:2, 0:1, 1:3) Spielbericht | Georgien | Silivrikapı Buz Pateni Salonu, Istanbul Zuschauer: 92 |

| 4. April 2016 13:00 Uhr | Hongkong | 1:5 (1:2, 0:2, 0:1) Spielbericht | Türkei | Silivrikapı Buz Pateni Salonu, Istanbul Zuschauer: 282 |

| 4. April 2016 16:30 Uhr | Georgien | 5:0 0:5 1 (1:0, 3:0, 1:0) Spielbericht | Luxemburg | Silivrikapı Buz Pateni Salonu, Istanbul Zuschauer: 33 |

| 4. April 2016 20:00 Uhr | Bosnien und Herzegowina | 0:10 (0:2, 0:7, 0:1) Spielbericht | Südafrika | Silivrikapı Buz Pateni Salonu, Istanbul Zuschauer: 65 |

| 6. April 2016 13:00 Uhr | Südafrika | 2:7 (1:3, 0:2, 1:2) Spielbericht | Türkei | Silivrikapı Buz Pateni Salonu, Istanbul Zuschauer: 451 |

| 6. April 2015 16:30 Uhr | Hongkong | 3:14 5:0 1 (0:4, 2:6, 1:4) Spielbericht | Georgien | Silivrikapı Buz Pateni Salonu, Istanbul Zuschauer: 51 |

| 6. April 2016 20:00 Uhr | Luxemburg | 13:0 (4:0, 3:0, 6:0) Spielbericht | Bosnien und Herzegowina | Silivrikapı Buz Pateni Salonu, Istanbul Zuschauer: 67 |

| Pl. |                         | Sp | S | OTS | OTN | N | Tore  | Punkte |
| --- | ----------------------- | -- | - | --- | --- | - | ----- | ------ |
| 1.  | Türkei                  | 5  | 5 | 0   | 0   | 0 | 35:07 | 15     |
| 2.  | Südafrika               | 5  | 4 | 0   | 0   | 1 | 29:10 | 12     |
| 3.  | Luxemburg               | 5  | 3 | 0   | 0   | 2 | 29:14 | 9      |
| 4.  | Bosnien und Herzegowina | 5  | 2 | 0   | 0   | 3 | 12:35 | 6      |
| 5.  | Hongkong                | 5  | 1 | 0   | 0   | 4 | 12:26 | 3      |
| 6.  | Georgien                | 5  | 0 | 0   | 0   | 5 | 00:25 | 0      |

Abkürzungen: Pl. = Platz, Sp = Spiele, S = Siege, OTS = Siege nach Verlängerung (Overtime) oder Penaltyschießen, OTN = Niederlagen nach Verlängerung oder Penaltyschießen, N = Niederlagen

Erläuterungen: Aufsteiger in die Division IIB

### Division-III-Siegermannschaft
| Division-III-Aufsteiger Türkei | Savaş Aktürk, Ferhat Bakal, Tolga Bozacı, Barış Coşkun, Serkan Gümüş, Yusuf Halil, Erol Kahraman, Yavuz Karakoç, Ömer Karş, Yusuf Karş, Sefa Kavaz, Alec Koçoğlu, Andy Koçoğlu, Emrah Özmen, Gökhun Öztürk, Hakan Salt, Kaan Salt, Emrah Savaş, Serdar Semiz, Gökalp Solak Trainer: Deniz Ince |

### Auf- und Abstieg
| Absteiger in die Division III:  | Bulgarien |
| Aufsteiger in die Division IIB: | Türkei    |